# Der erste Geburtstag
Der erste Geburtstag ist ein Kurzdokumentarfilm von Gabriele Hochneder von 1978.

## Inhalt
Die junge Silvia erzählt am ersten Geburtstag ihres Kindes von ihrem gemeinsamen Alltag und dem vergangenen Jahr. Die Familie steht vor der Tür zum Feiern, der Vater des Kindes ist nicht da …

## Hintergründe
Der erste Geburtstag wurde von Gabriele Hochneder an der Hochschule für Film und Fernsehen in Potsdam-Babelsberg gedreht, wahrscheinlich als Hauptprüfungsfilm. Er ist einer von mehreren Kurzfilmen von Studentinnen über Frauen in dieser Zeit, wie auch von Gabriele Denecke, Angelika Andrees, Julia Kunert und Helke Misselwitz.
Er wurde 2022 auf dem Internationalen Dokumentarfilmfestival in Leipzig in einer Retrospektive über ostdeutsche Filmemacherinnen  gezeigt.